# Giovanni Giuseppe Bonzi
Giovanni Giuseppe Bonzi (Genova, 21 aprile 1898 – Genova, 9 febbraio 1969) è stato un presbitero e teologo italiano, Venerabile e Servo di Dio.

## Biografia
Conosciuto come Padre Umile, è stato un sacerdote dell'Ordine dei frati minori cappuccini. Entra nel noviziato dei cappuccini nel 1918 ed il 25 gennaio 1925 viene ordinato sacerdote. Fu docente e teologo, dopo aver svolto incarichi nell’arcidiocesi di Genova, al termine della Seconda guerra mondiale, fu il promotore di un’opera di assistenza dei bambini poveri ed abbandonati, a cui diede il nome di Sorriso Francescano.
Per provvedere meglio al servizio di tale opera, diede vita all’Istituto delle Piccole Ancelle del Bambino Gesù, eretto canonicamente nel 1957.
Il 26 gennaio 1960, il Presidente della Repubblica Italiana Giovanni Gronchi gli conferì la medaglia d’oro “per non comuni e gratuite prestazioni a favore dell’istruzione elementare e dell’educazione infantile".
Muore nel 1969 e viene sepolto nella Chiesa della Santissima Concezione di Genova.
Il suo processo di beatificazione è iniziato il 16 gennaio 1993 ed è tuttora in corso. Papa Francesco il 05 agosto 2022 lo ha dichiarato Venerabile.